# Farliga kemiska produkter
Farliga kemiska produkter är enligt europeisk lagstiftning kemikalier som är svårnedbrytbara, koncentreras i näringskedjan (bioackumulativa) och har en eller flera giftiga egenskaper. Dessa kan exempelvis vara hormonstörande, cancerframkallande eller mutagena.

## Hantering av farliga kemikalier
I Sverige ska förpackningar med hälsofarliga kemikalier märkas med en farosymbol. Farosymboler finns till exempel för giftiga och mycket giftiga ämnen, frätande ämnen, brandfarliga ämnen, hälsoskadliga ämnen och irriterande ämen. Särskilda symboler finns för explosiva, oxiderande och miljöfarliga produkter.
Särskilda regler gäller för transport av farligt gods.

## Myndighetsansvar
Farliga kemiska produkter finns i samhället i stort antal. Ansvaret för samhällets hantering av kemikalier är i Sverige uppdelade på flera myndigheter, beroende på produkten.
- Kemikalieinspektionen (KemI) är central myndighet för kemiska produkter och biotekniska organismer. I KemI:s produktregister finns ämnen och produkter registrerade som tillverkas eller införs till Sverige.

- Myndigheten för samhällsskydd och beredskap (MSB) är tillsyns- och expertmyndighet för kemiska produkters brandfarlighet.
- Arbetsmiljöverket ansvarar för kemiska risker i arbetslivet.[3]
- Livsmedelsverket övervakar kemikalier i maten och övervakar också vattnet.
- Läkemedelsverket godkänner läkemedel och kontrollerar också vissa andra hygieniska produkter.
- Naturvårdsverket ansvarar för hur avfall tas om hand. Man ger också ut regler för bekämpningsmedel inom jordbruket.
- Konsumentverket är tillsynsmyndighet över produktsäkerhetslagen. Man utövar tillsyn av konsumentprodukters kemiska egenskaper tillsammans med Kemikalieinspektionen.
- Giftinformationscentralen svarar på frågor om akuta förgiftningar.